# Combat de Géants : Dinosaures
Combat de Géants : Dinosaures est un jeu vidéo développé par Ubisoft Québec et édité par Ubisoft le 30 octobre 2008 sur Nintendo DS. Il est le premier opus de la série Combat de Géants.

## Système de jeu
Combat de Géants : Dinosaures est un jeu de combat opposant 26 espèces de dinosaures dans 9 environnements différents. Il faut affronter des ennemis pour remporter des œufs. Il existe un système de personnalisation de créature en modifiant son apparence et en renforçant sa puissance. Le système de combat fait appel à votre dextérité au stylet sur l'écran tactile. Dans le mode multijoueur, on peut voir des combats jusqu'à 6 dinosaures.

## Accueil
- Jeuxvideo.com : 11/20 (DS)[1]